# Danh sách tổn thất máy bay trong chiến tranh Việt Nam

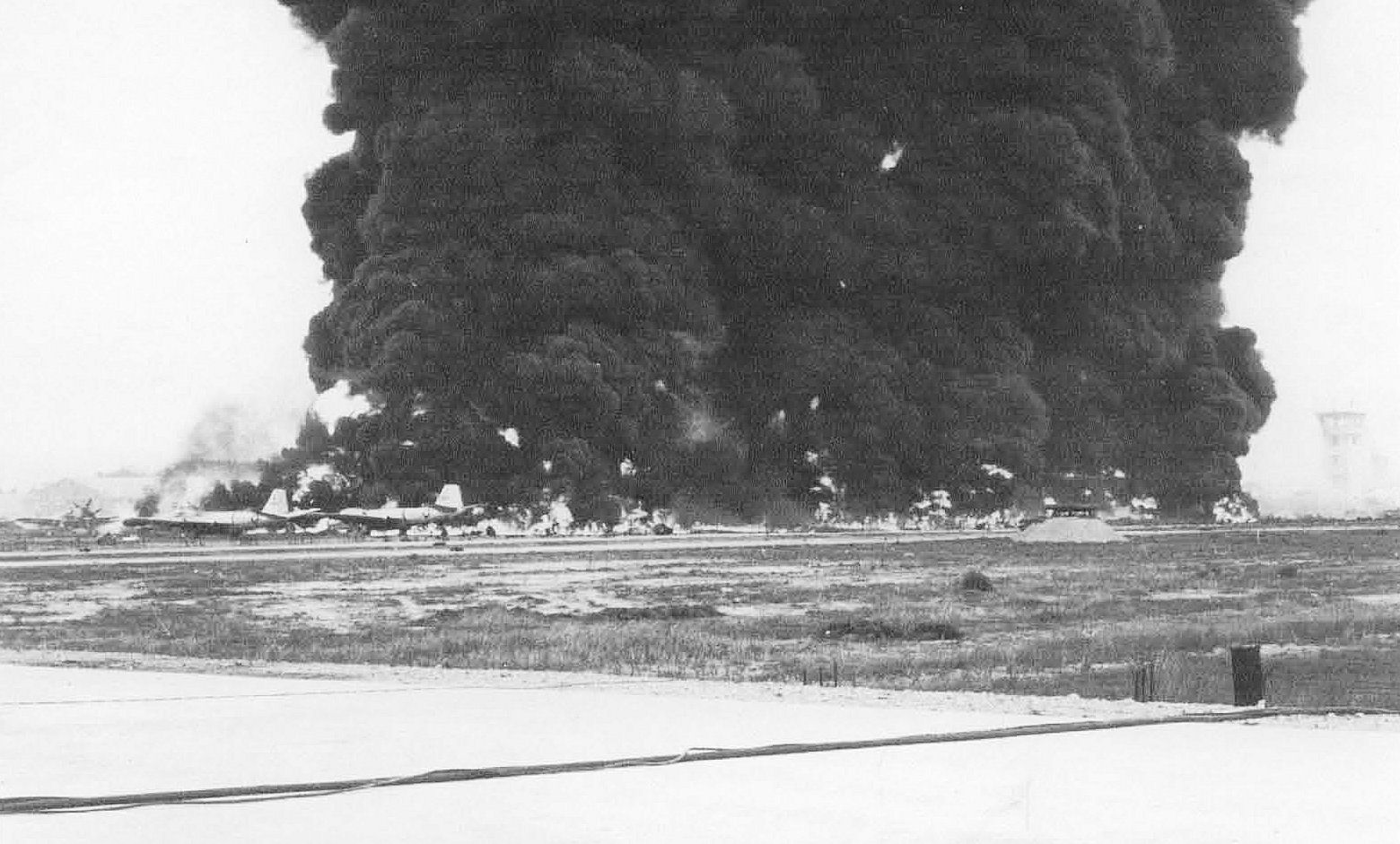
Máy bay Mỹ cháy tại căn cứ không quân Biên Hòa năm 1965

Trong chiến tranh Việt Nam, Mỹ đã bị mất hàng ngàn máy bay vì pháo phòng không (AAA), tên lửa đất đối không (SAM) và máy bay tiêm kích đánh chặn (MiG). Phần lớn tổn thất máy bay chiến đấu của Hoa Kỳ trong toàn bộ khu vực của Đông Nam Á là do pháo phòng không. Các lực lượng không quân Hoàng gia Úc cũng bay thực hiện nhiệm vụ chiến đấu và vận chuyển hàng không tại miền Nam Việt Nam. Trong số các máy bay cánh cố định, F-4 Phantom đã bị mất hơn nhiều hơn số lượng mà nó phục vụ ở bất kỳ quốc gia nào.
Hoa Kỳ đã mất 578 máy bay không người lái (554 ở Việt Nam và 24 ở Trung Quốc).
Có khoảng 11.835 máy bay trực thăng Mỹ phục vụ trong Chiến tranh Việt Nam. Hồ sơ của Hoa Kỳ cho thấy 5.607 máy bay trực thăng bị mất.
Tổng cộng, quân đội Hoa Kỳ đã mất ở Việt Nam gần 10.000 máy bay, trực thăng và máy bay không người lái (3.744 máy bay, 5.607 máy bay trực thăng và 578 máy bay không người lái).
Việt Nam Cộng hòa mất 1.018 máy bay và trực thăng từ tháng 1 năm 1964 đến tháng 9 năm 1973. 877 máy bay của Việt Nam Cộng hòa bị thu giữ vào cuối chiến tranh (1975) Trong số 2750 máy bay và trực thăng mà Hoa Kỳ cung cấp cho Việt Nam cộng hòa, chỉ khoảng 308 chiếc sống sót (240 chiếc bay đến Thái Lan hoặc tàu chiến Mỹ và 68 chiếc trở về Hoa Kỳ).
Hoa Kỳ, cùng với Việt Nam cộng hòa, mất tổng cộng khoảng 12.500 máy bay, máy bay trực thăng và máy bay không người lái.
Quân đội nhân dân Việt Nam mất khoảng 150 - 170 máy bay và trực thăng.

## Máy bay của Hoa Kỳ

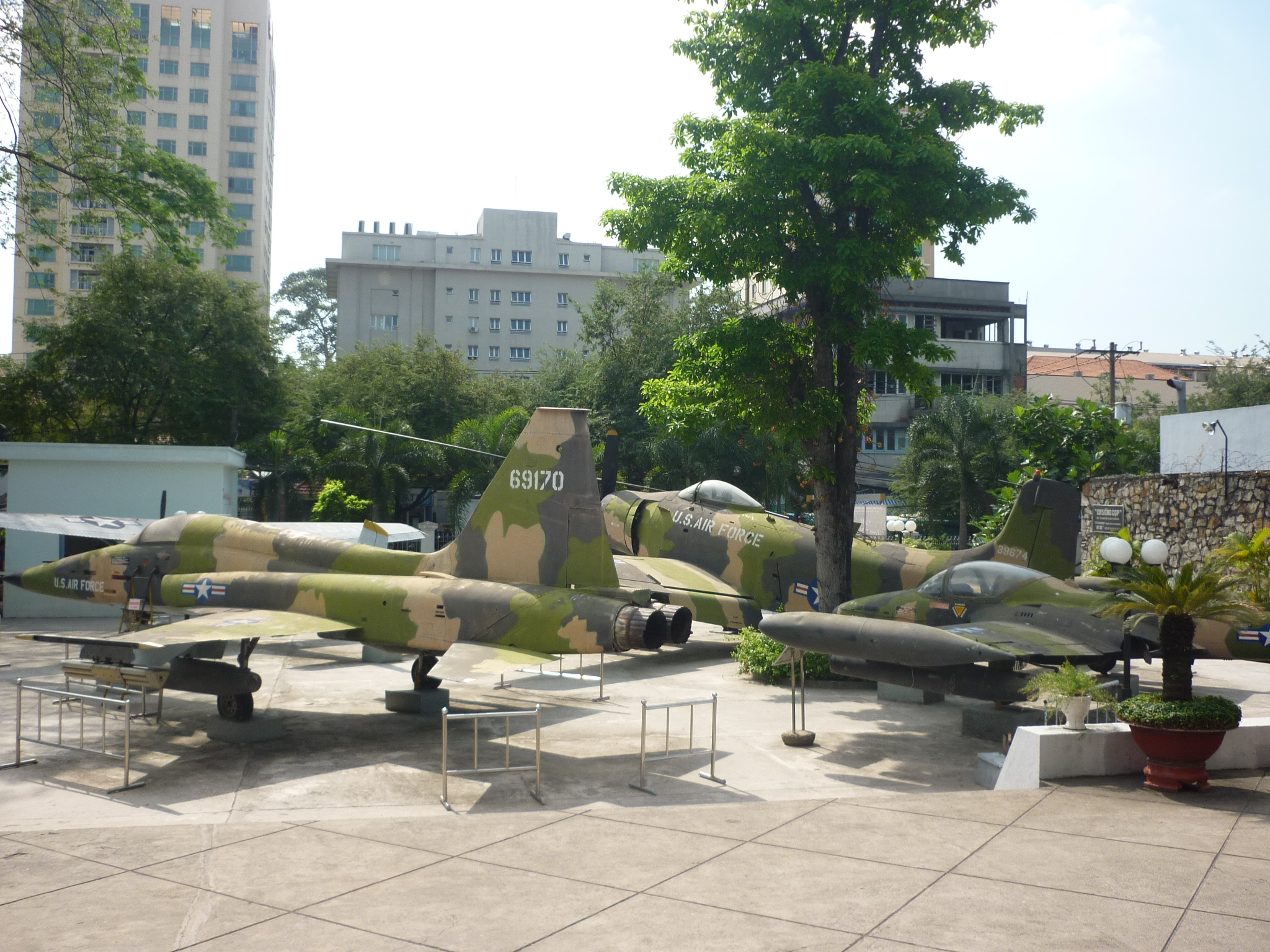
Các máy bay chiến đấu của quân đội Việt Nam cộng hòa do Mỹ sản xuất trong Bảo tàng Chứng tích chiến tranh ở Thành Phố Hồ Chí Minh.

### Không quân Hoa Kỳ
Tổng cộng Không quân Hoa Kỳ đã bay 5,25 triệu lượt bay trên khắp miền Nam và miền Bắc Việt Nam, Bắc và Nam Lào và Campuchia, mất 2.251 máy bay: 1.737 chiếc do đối phương bắn hạ và 514 chiếc do tai nạn. 2.197 tổn thất là máy bay cánh cố định và còn lại là máy bay trực thăng. Không quân Hoa Kỳ duy trì mức 0,4 tổn thất trên 1.000 lượt bay trong cuộc chiến, thấp hơn tỷ lệ 2,0 ở Triều Tiên và 9,7 trong Thế chiến II.:268

#### Máy bay cánh cố định của Không quân Hoa Kỳ

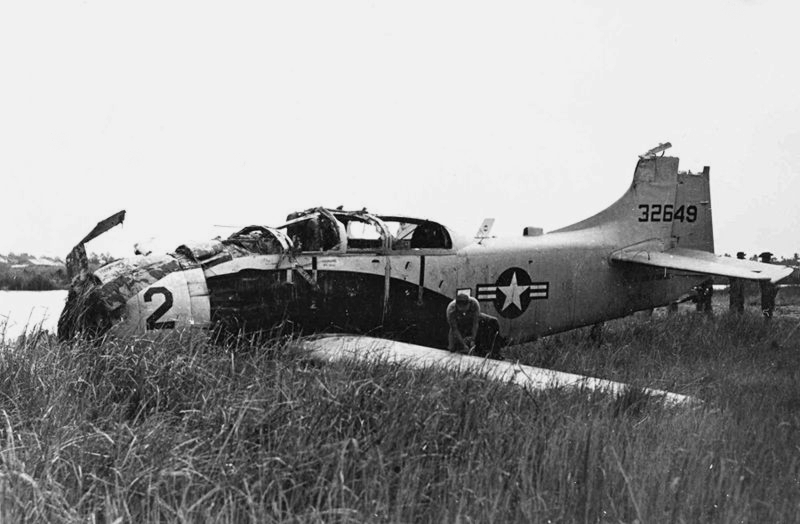
Một chiếc Douglas A-1E rơi, phi công sau đó đã được tặng thưởng Medal of Honor

- A-1 Skyraider—191 tổng cộng, 150 trong chiến đấu
  - Mất đầu tiên: A-1E 52-132465 (Phi đội biệt kích số 1 (Air Commando Squadron 1) [ACS], Phi đội chiến thuật 34 (Tactical Group 34) [TG]) bị bắn hạ trong nhiệm vụ huấn luyện đêm vào ngày 29 tháng 8 năm 1964 gần Biên Hòa, Việt Nam cộng hòa (đại úy Richard Dean Goss Thiệt mạng trong chiến đấu (KIA), 1 quan sát viên Không lực Việt Nam Cộng hòa [không rõ tên] thiệt mạng)[10]:10
  - Mất cuối cùng: A-1H 52-139738 (Phi đội hoạt động đặc biệt số 1 (1st Special Operations Squadron), Phi đội Cánh hoạt động đặc biệt 56 (56th Special Operations Wing) đã bị bắn hạ ngày 28 tháng 9 năm 1972 (phi công đã được cứu bởi một máy bay trực thăng của hãng hàng không Air America)
- A-7D Corsair II—6 tổng cộng, 4 trong chiến đấu
  - Mất đầu tiên: 71–0310 (Phi đội chiến đấu chiến thuật 355, Phi đoàn Cánh chiến đấu 354 (355th Tactical Fighter Squadron, 354th TFW) vào ngày 2 tháng 12 năm 1972 đã bắn hạ trong khi thực hiện một nhiệm vụ Tìm kiếm cứu nạn ở Lào (đại úy Anthony Shine thiệt mạng trong chiến đấu)
  - 71-0312 (Phi đội chiến đấu chiến thuật 353) va chạm giữa không trung với một cơ sở FAC O-1 Bird Dog ở Lào vào ngày 24 tháng 12 năm 1972, (đại úy Charles Riess bị bắt làm tù binh (POW))
  - 71-0316 (Phi đội chiến đấu chiến thuật 355) mất trong hoạt động (không chiến đấu) tại Thái Lan vào ngày 11 tháng 1 năm 1973 (đã giải cứu phi công)
  - 70-0949 (Phi đội chiến đấu chiến thuật 354) bắn hạ Lào vào ngày 17 tháng 2 năm 1973 (Thiếu tá JJ Gallagher đã được giải cứu)
  - 71-0305 (Phi đội chiến đấu chiến thuật 3, Phi đoàn Cánh chiến đấu 388) bị bắn hạ ở Campuchia vào ngày 4 tháng 5 năm 1973 (Trung úy TL Dickens được giải cứu)
  - Mất cuối cùng: 70–0945 (Phi đoàn Cánh chiến đấu 354) bị bắn hạ ở Campuchia vào ngày 25 tháng 5 năm 1973 (đại úy Jeremiah Costello thiệt mạng trong chiến đấu)
- A-26 Invader—22 tổng cộng
  - Mất đầu tiên: B-26B 44-35530 (Biệt đội 2A (Detachment 2A), Phi đội không chiến số 1 (ACG)) bị bắn hạ trong Vùng IV chiến thuật, vào đêm 4–5 tháng 11 năm 1962, thiệt mạng 3 phi công
  - Mất cuối cùng: A-26A 64-17646 (Phi đội hoạt động đặc biệt 609, Phi đội Cánh hoạt động đặc biệt 56) rơi ở Lào vào đêm 7–8 tháng 7 năm 1969, giết chết cả hai phi công
- A-37 Dragonfly—22 tổng cộng
  - Mất đầu tiên: 1967, Mất cuối cùng: 1972

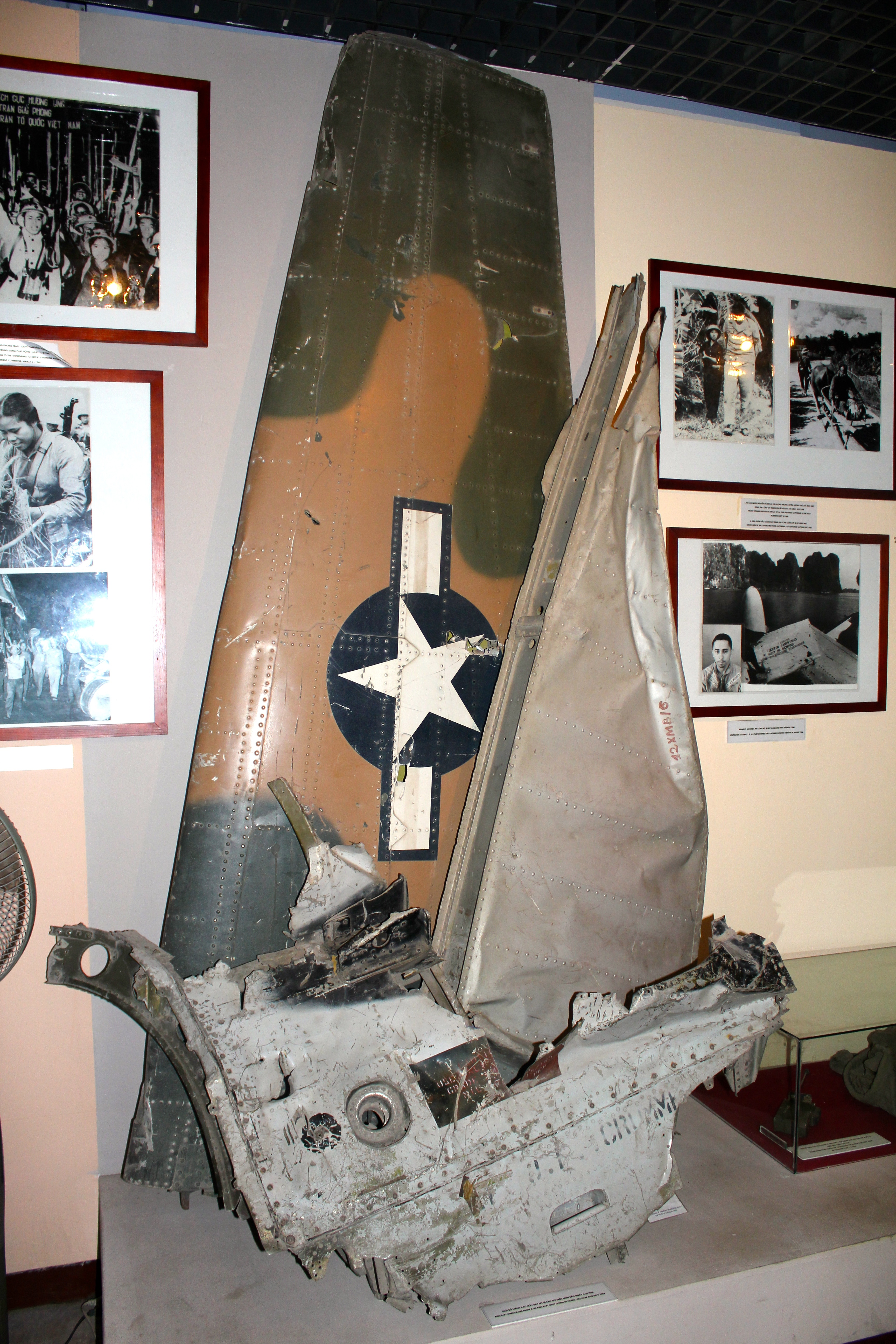
Cánh máy bay chiến đấu của Không quân Hoa Kỳ bị bắn rơi đặt tại Bảo tàng Lịch sử Quân sự Việt Nam

- AC-47 Spooky—19 tổng cộng, 12 trong chiến đấu
  - Mất đầu tiên: 1965, Mất cuối cùng: 1969
- AC-119 Shadow/Stinger—6 tổng cộng, 2 trong chiến đấu
  - Mất đầu tiên: AC-119G 52-5907 (Phi đội hoạt động đặc biệt 17, Phi đội Cánh hoạt động đặc biệt 14) bị rơi khi cất cánh từ Tân Sơn Nhứt, Việt Nam cộng hòa, vào ngày 11 tháng 10 năm 1969, giết chết 6 trong số 10 người của phi hành đoàn[10]:191
  - Mất cuối cùng: AC-119K 53-7826 (Phi đội hoạt động đặc biệt 18, Phi đội Cánh hoạt động đặc biệt 56 thuộc căn cứ không quân Biên Hòa), bị bắn hạ bởi pháo 37mm tại An Lộc, Việt Nam cộng hòa, vào ngày 2 tháng 5 năm 1972, 7 người sống sót trong số 10 người của phi hành đoàn[10]:223
- AC-130 Spectre—6 tổng cộng, toàn bộ trong chiến đấu
  - Mất đầu tiên: AC-130A 54-1629 (Phi đội hoạt động đặc biệt 16, Phi đoàn Cánh chiến đấu 8) bị trúng pháo phòng không 37mm ở Lào và rơi xuống Căn cứ không quân Hoàng gia Thái Lan Ubon, 2 phi công đã chết (một người chết vì bị thương trước khi tới Ubon) nhưng 11 người khác vẫn sống sót
  - Mất cuối cùng: 1972

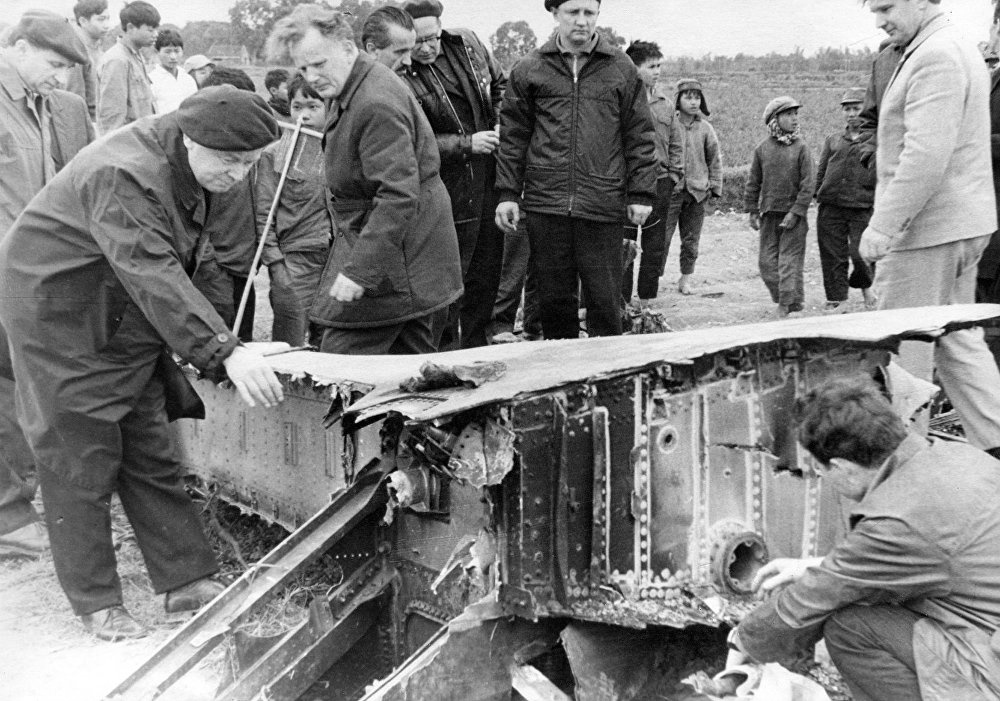
Các chuyên gia Liên Xô kiểm tra xác của B-52 Stratofortress bị bắn rơi gần Hà Nội vào ngày 23/12/1972.

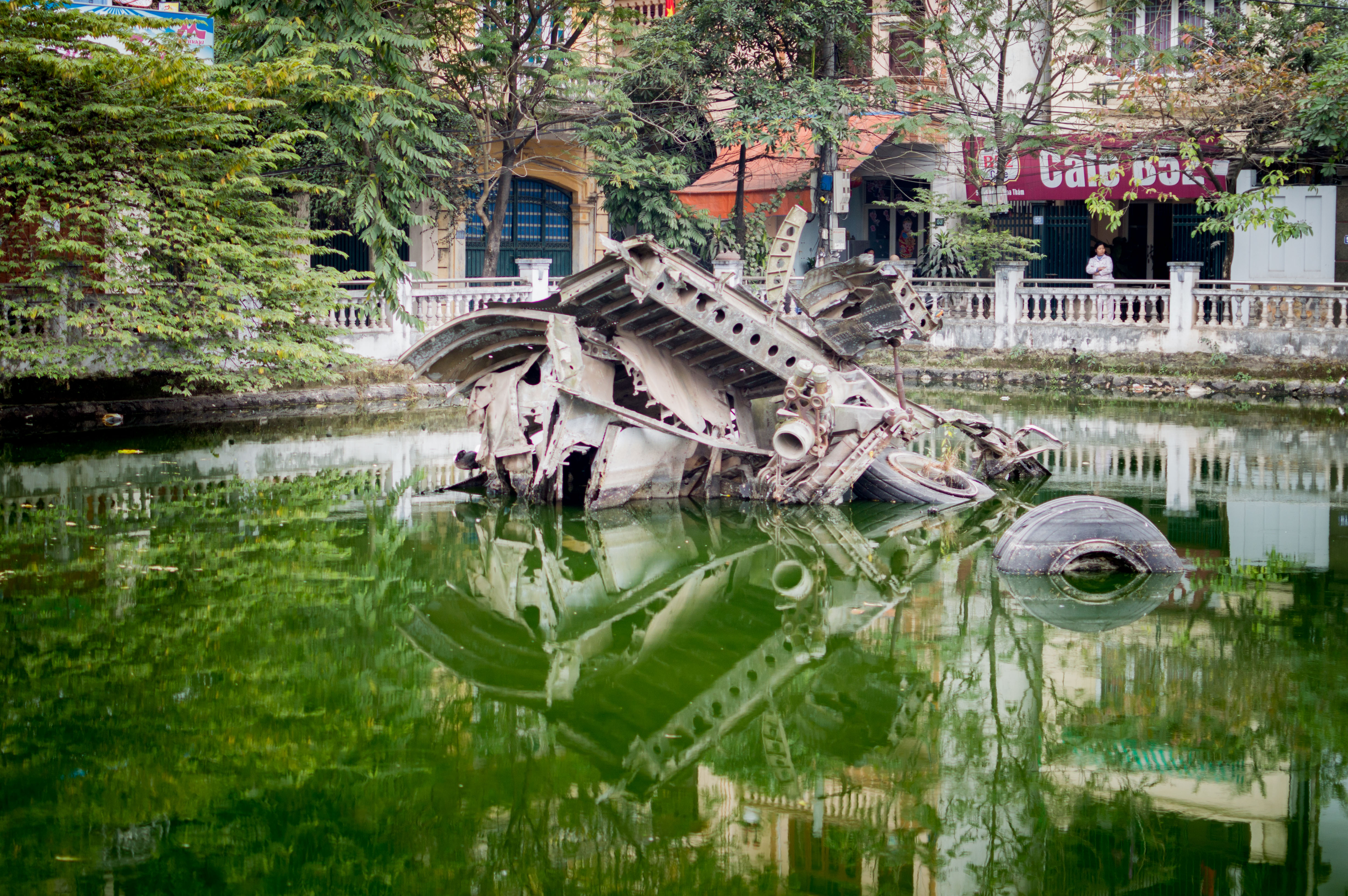
Xác của một chiếc B-52 Stratofortress của Không quân Hoa Kỳ đã bắn hạ ở Hà Nội năm 1972.

- B-52 Stratofortress— 34 bị phá hủy (17 trong chiến đấu, hai chiếc nữa bị loại bỏ sau khi mang nhiều hư hỏng do chiến đấu và 12 chiếc bị rơi trong các tai nạn bay)[11], nhiều chiếc khác bị hư hại
  - Mất đầu tiên là hoạt động (không chiến đấu) trên không trung giữa 2 B-52F 57-0047 và 57-0179 (441st Bomb Squadron (Đội bay ném bom 441), 320th Bomb Wing (Phi đội ném bom 320)), ngày 18 tháng 6 năm 1965, tại Biển Đông, trong khi đang tiếp nhiên liệu trên không, 8 trong số 12 phi công thiệt mạng
  - Mất cuối cùng: B-52D 55-0056 (Phi đội ném bom 307 (307th Bomb Wing Provisional)) do tên lửa đất đối không, ngày 4 tháng 1 năm 1973, phi hành đoàn được giải cứu từ Vịnh Bắc Bộ
- B-57 Canberra—56 tổng cộng, 38 trong chiến đấu
  - Mất đầu tiên: 1964, Mất cuối cùng: 1970
- C-5A Galaxy—1 tổng cộng, 0 trong chiến đấu
  - Bị rơi khi đang cố hạ cánh khẩn cấp tại Tân Sơn Nhứt AB ngày 4 tháng 4 năm 1975, như một phần của Chiến dịch Babylift.
- C-7 Caribou—19 tổng cộng, 9 trong chiến đấu
  - Mất đầu tiên: C-7B 62-4161 (459th Airlift Squadron, 483d Tactical Airlift Wing (Phi đội không quân chiến thuật 459, Phi đội Cánh không vận chiến thuật 483d)) bị trúng đạn pháo 155mm của Mỹ vào ngày 3 tháng 8 năm 1967 tại Việt Nam cộng hòa, giết chết 3 phi công. Lưu ý: có hai sự cố nghiêm trọng trong quá trình huấn luyện chuyển tiếp Chiến dịch Lá đỏ của các phi hành đoàn Không quân Hoa Kỳ trong chiếc máy bay Army CV-2, vào ngày 4 và 28 tháng 10 năm 1966.[12]
  - Mất cuối cùng: C-7B 62-12584 (483d TAW (Phi đội Cánh không vận chiến thuật 483)) bị rơi ở Việt Nam cộng hòa vào ngày 13 tháng 1 năm 1971, cả bốn phi công đều sống sót.
- C-47 Skytrain—21 tổng cộng
  - A C-47 là máy bay Không quân Hoa Kỳ đầu tiên bị mất trong cuộc xung đột ở Đông Nam Á, C-47B 44-76330 (Sư đoàn không quân số 315) trên TDY tại Viêng Chăn, Lào, nó đã bị Pathet Lào bắn rơi vào ngày 23 tháng 3 năm 1961, giết chết 7 trong số 8 phi công. Người sống sót duy nhất, Thiếu tá Quân đội Hoa Kỳ Lawrence Bailey đã bị bắt và giam giữ cho đến tháng 8 năm 1962.
  - Mất cuối cùng: EC-47Q 43-48636 (Phi đội tác chiến điện tử chiến thuật 361, Phi đoàn Cánh hoạt động đặc biệt 56) đã bị bắn hạ tại Lào vào đêm 4/5 tháng 2 năm 1973, giết chết tất cả tám người của phi hành đoàn.
- C-123 Provider—53 tổng cộng, 21 trong chiến đấu
  - Mất đầu tiên: C-123B 56-4370 gắn liền với đơn vị Phi đội Cánh không vận chiến thuật 464 xuất hiện trên chuyến bay huấn luyện của Chiến dịch Ranch Hand giữa Biên Hòa và Vũng Tàu, Việt Nam cộng hòa vào ngày 2 tháng 2 năm 1962
  - Mất cuối cùng: 1971

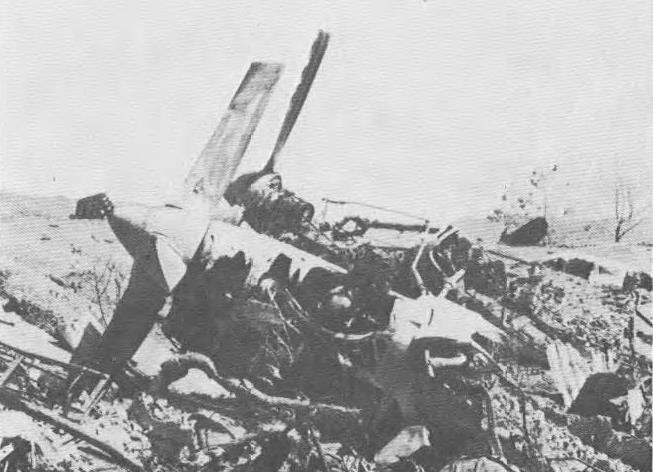
Xác một chiếc C-130 Hercules

- C-130 Hercules—55 tổng cộng, 34 trong chiến đấu
  - Mất đầu tiên: C-130A 57-0475 (817th Troop Carrier Squadron (Phi đội không vận viễn chinh thứ 817), 6315th Operations Group (Tập đoàn chiến dịch 6315)) vào ngày 24 tháng 4 năm 1965, một máy bay đã rơi xuống vùng đất cao gần căn cứ không quân Hoàng gia Thái Lan, Thái Lan, máy bay đã cố gắng hạ cánh trong thời tiết xấu với một tải trọng nặng, hai động cơ hỏng và nhiên liệu thấp, giết chết tất cả sáu người. Đây là lần mất thứ 14 được ghi nhận của C-130.
  - Mất cuối cùng: C-130E 72-1297 (314th TAW (Phi đội cánh không vận chiến thuật 314)) bị phá hủy bởi hỏa tiễn tại Tân Sơn Nhứt AB vào ngày 28 tháng 4 năm 1975.
- C-141 Starlifter—2 tổng cộng, 0 trong chiến đấu
  - Mất đầu tiên: C-141A 65-9407 (62d Military Airlift Wing (Phi đội Cánh không vận 62)) bị phá hủy trong một vụ va chạm đường băng đêm với USMC A-6 tại Đà Nẵng, Việt Nam cộng hòa, ngày 23 tháng 3 năm 1967 giết chết 5 trong số 6 người của phi hành đoàn.
  - Mất cuối cùng: C-141A 66-0127 (4th Military Airlift Squadron, 62d MAW (Phi đội không vận quân sự thứ 4, Phi đội Cánh không vận 62)) bị rơi ngay sau khi cất cánh từ vịnh Cam Ranh, Việt Nam cộng hòa, ngày 13 tháng 4 năm 1967 giết chết 6 trong số 8 người của phi hành đoàn.
- E/RB-66 Destroyer—14 tổng cộng
  - Mất đầu tiên: RB-66B 53-0452 (Det 1, 41st Tactical Reconnaissance Squadron, 6250th Combat Support Group (Biệt đội 1, Phi đội trinh sát chiến thuật số 1, 41, Nhóm hỗ trợ chiến đấu 6250)) bị bắn rơi ngày 22–23 tháng 10 năm 1965 ở phía tây thành phố Pleiku, Việt Nam cộng hòa, làm chết cả phi hành đoàn.
  - Mất cuối cùng: EB-66B 42nd TEWS, Phi đội chiến đấu chiến thuật 388 rơi vì lỗi động cơ vào ngày 23 tháng 12 năm 1972 trong Chiến dịch Linebacker II. 3 người thiệt mạng trong chiến đấu.
- EC-121 BatCat—2 tổng cộng, 0 chiến đấu
  - Mất đầu tiên: EC-121R 67-24193 (554th Reconnaissance Squadron (Phi đội vận tải 554), 553d RW (Phi đoàn vận tải cánh 553)) bị rơi ngày 25 tháng 4 năm 1969 khi cất cánh trong cơn giông bão từ Căn cứ không quân Hoàng gia Thái Lan Korat, giết chết tất cả 18 người của phi hành đoàn.
  - Mất cuối cùng: EC-121R 67-21495 (Phi đội vận tải 554) đã bị rơi khi tiếp cận Căn cứ không quân Hoàng gia Thái Lan Korat vào ngày 6 tháng 9 năm 1969, 4 trong số 16 người đã thiệt mạng.
- F-4 Phantom II—445 tổng cộng, 382 trong chiến đấu
  - Mất đầu tiên: hoạt động (không chiến đấu), F-4C 64-0674 (Phi đội chiến đấu chiến thuật 45, Phi đoàn Cánh chiến đấu 15) đã hết nhiên liệu sau cuộc tấn công ở miền Nam Việt Nam, ngày 9/6/1965; tổn thất chiến đấu đầu tiên của F-4C 64-0685 (Phi đội chiến đấu chiến thuật 45, Phi đoàn Cánh chiến đấu 15) bị bắn hạ ở Ta Chan, Tây Bắc của Việt Nam cộng hòa vào ngày 20 tháng 6 năm 1965. 9 trong số những tổn thất do trúng tên lửa.
  - Mất cuối cùng: F-4D 66-8747 (432d TRW (Phi đội Cánh 432)) vào ngày 29 tháng 6 năm 1973.
- F-5 Freedom Fighter—9 tổng cộng
  - Mất đầu tiên: 1965, Mất cuối cùng: 1967
- F-100 Super Sabre—243 tổng cộng, 198 trong chiến đấu
  - Mất đầu tiên: 1964, Mất cuối cùng: 1971
- F-102 Delta Dagger—14 tổng cộng, 7 trong chiến đấu
  - Mất đầu tiên: 1964, Mất cuối cùng: 1967. 4 trong số những tổn thất chiến đấu là máy bay đang đỗ.
- F-104 Starfighter—14 tổng cộng, 9 trong chiến đấu
  - Mất đầu tiên: 56–0937 (Phi đội chiến đấu chiến thuật 476, Phi đoàn Cánh chiến đấu 497) bị bắn hạ bởi hỏa lực mặt đất của đối phương trong nhiệm vụ Hỗ trợ trên không gần Tri Dao, Việt Nam, vào ngày 29 tháng 6 năm 1965, phi công đại úy. R. Cole đã được giải cứu [10]:24
  - Mất cuối cùng: 57-0922 (Phi đội chiến đấu chiến thuật 435, Phi đoàn Cánh chiến đấu 8) do mất động cơ vào ngày 14 tháng 5 năm 1967 tại Thái Lan, không rõ tên phi công, đã sống sót[10]:100

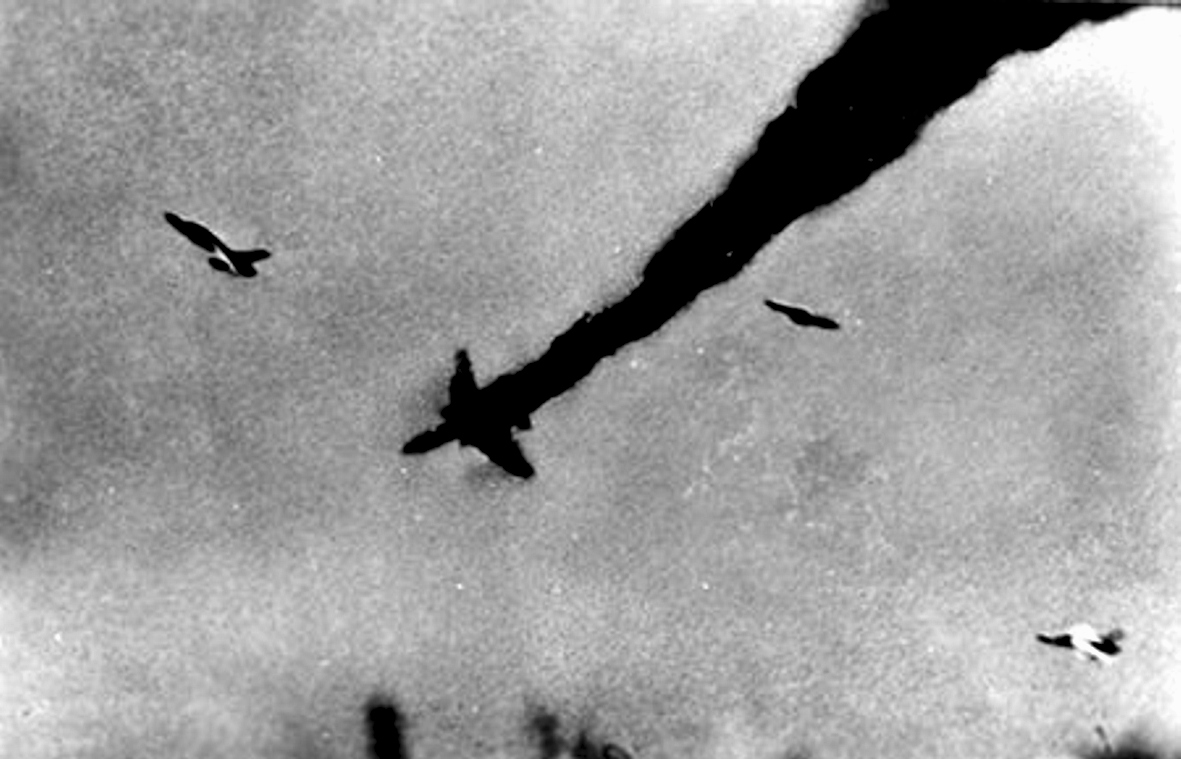
Một chiếc F-105D Thunderchief bị bắn hạ.

- F-105D Thunderchief—335 tổng cộng, 283 trong chiến đấu
  - Mất đầu tiên: 62–4371 (Phi đội chiến đấu chiến thuật 36, Phi đoàn Cánh chiến đấu 6441) bị xóa sổ do thiệt hại khi chiến đấu trên đất Lào ngày 14 tháng 8 năm 1964, tại Korat, Thái Lan
  - Mất cuối cùng: 61–0153 (Phi đội chiến đấu chiến thuật 44, Phi đoàn Cánh chiến đấu 355) bắn hạ Lào ngày 23 tháng 9 năm 1970, phi công đại úy. JW Newhouse đã được giải cứu
- F-105F/G Thunderchief—47 tổng cộng, 37 trong chiến đấu
  - Mất đầu tiên: EF-105F 63-8286 (Phi đội chiến đấu chiến thuật 13, Phi đoàn Cánh chiến đấu 388) bị bắn hạ bởi pháo phòng không, 6 tháng 7 năm 1966, Thiếu tá Roosevelt Hestle[13] và Đại úy Charles Morgan thiệt mạng trong chiến đấu
  - Mất cuối cùng: F-105G 63-8359 (Phi đội chiến đấu chiến thuật 561, Phi đoàn Cánh chiến đấu 388) bị bắn hạ bởi tên lửa đất đối không, vào ngày 16 tháng 11 năm 1972, RP-3, phi hành đoàn được giải cứu
- F-111A Aardvark—11 tổng cộng, 6 trong chiến đấu
  - Mất đầu tiên: nhiệm vụ bay hạn chế, 66-0022 (Phi đội chiến đấu chiến thuật 428, Phi đoàn Cánh chiến đấu 474, Project Combat Lancer), ngày 28 tháng 3 năm 1968, Thiếu tá Mccann và Đại úy DL Graham Mất tích trong chiến đấu (MIA)
  - Mất cuối cùng: 67–0111 (Phi đoàn Cánh chiến đấu 474) va chạm giữa không trung ở Campuchia, ngày 16 tháng 6 năm 1973, cả hai phi công đã được giải cứu
- HU-16 Albatross—4 tổng cộng, 2 trong chiến đấu
  - Mất đầu tiên: 51-5287 không rõ nguyên nhân ngày 19 tháng 6 năm 1965
  - 51-0058 không rõ nguyên nhân, ngày 3 tháng 7 năm 1965
  - 51-0071 (33d ARRS (Phi đội cứu hộ và phục hồi hàng không 33)) bị bắn hạ bởi pháo phòng không 14 tháng 3 năm 1966, hai người thiệt mạng
  - Mất cuối cùng: 51-7145 (37th ARRS (Phi đội cứu hộ và phục hồi hàng không 37)) mất tích ngày 18 tháng 10 năm 1966, 7 người thiệt mạng trong chiến đấu, không tìm thấy xác
- KB-50 Superfortress tanker—1 tổng cộng, 0 chiến đấu
  - Mất duy nhất: KB-50J 48-0065 (421st Air Refueling Squadron Detachment (Biệt đội tiếp nhiên liệu trên không 421)) tại Takhli RTAFB bị rơi ở Thái Lan vào ngày 14 tháng 10 năm 1964, cả sáu người phi hành đoàn đều sống sót
- KC-135 Stratotanker—3 tổng cộng, 0 chiến đấu
  - Hai vụ tai nạn năm 1968, one 1969, tất cả đều đang hoạt động (không chiến đấu)
- O-1 Bird Dog—172 tổng cộng, 122 trong chiến đấu
  - Mất đầu tiên: 1963
  - Mất cuối cùng: 1972
- O-2 Skymaster—104 tổng cộng, 82 trong chiến đấu
  - Mất đầu tiên: 1967
  - Mất cuối cùng: 1972
- OV-10 Bronco—63 tổng cộng, 47 trong chiến đấu
  - Mất đầu tiên: 1968
  - Mất cuối cùng: 1973
- QU-22 Pave Eagle—8 mất, 7 trong chiến đấu
  - Mất đầu tiên: YQU-22A 68-10531 (554th RS, 553d RW) bị hỏng do lỗi động cơ vào ngày 11 tháng 6 năm 1969
  - Mất cuối cùng: QU-22B 70-1546 (554th RS) vào ngày 25 tháng 8 năm1972, phi công thiệt mạng
- RF-4C Phantom II—83 tổng cộng, 76 trong chiến đấu
  - Mất đầu tiên: 1966
  - Mất cuối cùng: 1972

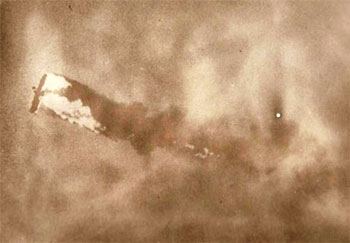
Một máy bay Mỹ bị bắn rơi trên miền Bắc Việt Nam, năm 1968

- RF-101 Voodoo—39 tổng cộng, 33 trong chiến đấu
  - Mất đầu tiên: 1964
  - Mất cuối cùng: 1968
- SR-71A Blackbird—2 tổng cộng, 0 chiến đấu
  - Mất đầu tiên: 64-17969 (Det OL-8, 9th Strategic Reconnaissance Wing)  bị hỏng động cơ ở Thái Lan vào ngày 10 tháng 5 năm 1970, cả hai phi công đều được phóng ra an toàn
  - Mất cuối cùng: 64-17978 (Det OL-KA, 9th SRW) bị rơi khi hạ cánh tại Kadena, Okinawa vào ngày 20 tháng 7 năm1972, cả hai người đều sống sót
- T-28 Trojan—23 tổng cộng
  - Mất đầu tiên: 1962
  - Mất cuối cùng: 1968
- U-2C "Dragon Lady"—1 tổng cộng, 0 chiến đấu
  - Chỉ mất duy nhất: 56–6690 (349th Strategic Reconnaissance Squadron (Phi đội tiếp nhiên liệu 349), 100th SRW (Phi đoàn tiếp nhiên liệu 100)) bị rơi vào ngày 8 tháng 10 năm 1966 gần Biên Hòa, Thiếu tá Leo J Stewart đẩy ra từ ghế phóng và được giải cứu
- U-3B Blue Canoe—1 tổng cộng, 1 trong chiến đấu
  - Chỉ mất duy nhất: 60–6058, bị phá hủy trên mặt đất trong một cuộc tấn công của Việt Cộng vào Tân Sơn Nhứt, Việt Nam cộng hòa, ngày 14 tháng 6 năm 1968.
- U-6A Beaver—1 tổng cộng, 0 trong chiến đấu
  - Chỉ mất duy nhất: 51-15565 (Phi đội Cánh 432) bị rơi ở Thái Lan ngày 28 tháng 12 năm 1966, cả hai người phi công đều sống sót
- U-10D Courier—1 tổng cộng, 1 trong chiến đấu
  - Chỉ mất duy nhất: 63-13102 (Phi đội hoạt động đặc biệt 5, Phi đội Cánh hoạt động đặc biệt 14) bị bắn hạ ngày 14 tháng 8 năm 1969 gần Biên Hòa, giết chết trung úy Roger Brown

#### Máy bay cánh quay của Không quân Hoa Kỳ
- CH/HH-3 Jolly Green Giant—34 tổng cộng, 25 trong chiến đấu
  - Mất đầu tiên: CH-3E 63-9685 (Phi đội cứu hộ và phục hồi hàng không 38) do pháo phòng không tại miền Bắc Việt Nam vào ngày 6 tháng 11 năm 1965, ba người bị bắt làm tù binh, một người được giải cứu
  - Mất cuối cùng: HH-3E 65-12785 (Phi đội cứu hộ và phục hồi hàng không 37) ngày 21 tháng 11 năm 1970, tấn công trại tù binh Sơn Tây (Chiến dịch Bờ biển Ngà) và đã bị Lực lượng đặc biệt Hoa Kỳ cố tình phá hủy
- HH-43B Pedro—13 mất, 8 trong chiến đấu
  - Mất đầu tiên: 63–9713 (Phi đội cứu hộ và phục hồi hàng không 38) bị hư hại do hỏa hoạn ngày 2/6/1965, phi hành đoàn đã được giải cứu và máy bay bị phá hủy để ngăn chặn việc chiếm giữ nó
  - Mất cuối cùng: 60–0282 (Phi đội cứu hộ và phục hồi hàng không 38) tại vịnh Cam Ranh ngày 7 tháng 8 năm 1969
- CH/HH-53 Super Jolly—27 tổng cộng, 17 trong chiến đấu
  - Mất đầu tiên: HH-53C 66-14430 (Phi đội cứu hộ và phục hồi hàng không 40) tại Lào, bị hư hại bởi súng vào ngày 18 tháng 1 năm 1969 phi hành đoàn đã được giải cứu và máy bay bị phá hủy bằng cách ném bom để ngăn chặn bị thu giữ
  - Mất cuối cùng: 4 chiếc CH-53s (68-10925, −10926, −10927, 70–1627, tất cả từ Phi đội hoạt động đặc biệt 21, Phi đội Cánh hoạt động đặc biệt 56) do pháo phòng không vào ngày 15 tháng 5 năm 1975, Koh Tang, Campuchia, (sự cố máy bay cuối cùng trong Chiến tranh)
- UH-1 Iroquois—36 tổng cộng

### Hải quân Hoa Kỳ
Hai mươi mốt tàu sân bay đã thực hiện 86 chuyến hải trình chiến tranh và hoạt động 9.178 tổng số ngày trên tuyến ở Vịnh Bắc Bộ. 535 máy bay đã bị mất trong chiến đấu và thêm 329 máy bay mất do nguyên nhân hoạt động khác, dẫn đến cái chết của 401 phi công hải quân, với 64 phi công bị mất tích và 179 tù nhân bị bắt.

#### Máy bay cánh cố định trên tàu sân bay
- A-1 Skyraider—65 tổng cộng, 48 trong chiến đấu
  - Mất đầu tiên: A-1H 139760 (VA-145, USS Constellation), do pháo phòng không bắn rơi vào ngày 5 tháng 8 năm 1964, Trung úy R. C. Sather thiệt mạng trong chiến đấu (xác tìm thấy năm 1985)
  - Mất cuối cùng: A-1H 134499 (VA-25, USS Coral Sea), do MIG bắn rơi vào ngày 14 tháng 2 năm 1968, Trung úy J.P. Dunn mất tích
- A-3 Skywarrior—7 tổng cộng, 2 trong chiến đấu
  - Mất đầu tiên: A-3B 142250 (VAH-4, USS Hancock), mất trong hoạt động (không chiến đấu) ngày 22 tháng 12 năm 1964, 3 người được cứu, 1 người chết
  - Mất cuối cùng: A-3B 144627 (VAH-4, USS Kitty Hawk), do pháo phòng không, 8 tháng 3 năm 1967, 3 người của phi hành đoàn thiệt mạng trong chiến đấu

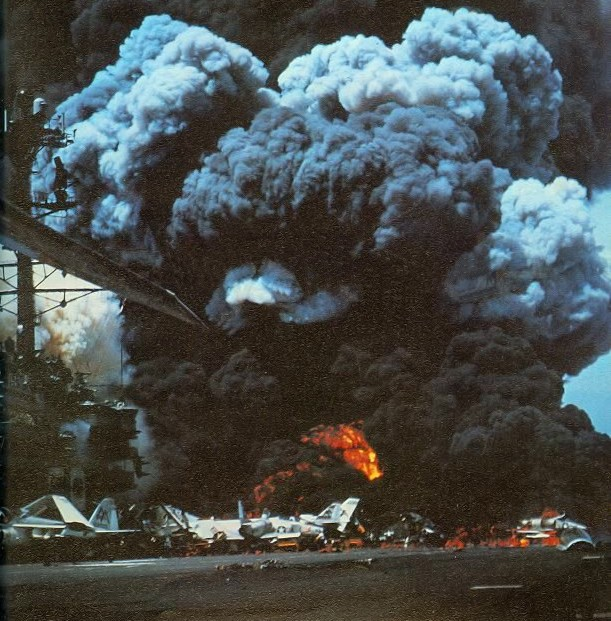
1967 USS Forrestal bị cháy

- A-4 Skyhawk—282 tổng cộng, 195 trong chiến đấu
  - Mất đầu tiên: A-4C 149578 (VA-144, USS Constellation), do pháo phòng không vào ngày 5 tháng 8 năm 1964, Trung úy Everett Alvarez bị bắt làm tù binh (tù nhân bị giam giữ lâu thứ hai trong cuộc chiến)
  - Mất cuối cùng: A-4F 155021 (VA-212, USS Hancock), do pháo phòng không, ngày 6 tháng 9 năm 1972, phi công đã được giải cứu
- A-6 Intruder—62 tổng cộng, 51 trong chiến đấu
  - Mất đầu tiên: A-6A 151584 (VA-75, USS Independence), phát nổ tại Lào ngày 14 tháng 7 năm 1965, phi hành đoàn đã được giải cứu
  - Mất cuối cùng: A-6A 157007 (VA-35, USS America), do pháo phòng không, ngày 24 tháng 1 năm 1973, phi hành đoàn đã được giải cứu
- A-7 Corsair—100 tổng cộng, 55 trong chiến đấu
  - Mất đầu tiên: A-7A 153239 (VA-147, USS Ranger), do tên lửa đất đối không, miền Bắc Việt Nam, 22 tháng 12 năm 1967, Trung úy chỉ huy J.M. Hickerson bị bắt làm tù binh
  - Mất cuối cùng: A-7E 156837 (VA-147, USS Constellation), mất trong hoạt động (không chiến đấu) 29 tháng 1 năm 1973, phi công mất tích
  - Chiến dịch Gió lốc, mất mát:—"Enterprise bay 95 chuyến để hỗ trợ cho hoạt động, nhưng không có trường hợp nào được sử dụng trong chiến đấu, A-7E đã bị mất vì những nguyên nhân không xác định". Phi công đã được giải cứu trên biển.[14]
- C-1 Trader—4 tổng cộng, 0 trong chiến đấu
  - Mất đầu tiên: C-1A 146047 (VR-21, USS Independence), không chiến đấu ngày 30 tháng 8 năm 1965, 7 người đã được giải cứu
  - C-1A 136784 (VR-21, USS Independence), mất trong hoạt động (không chiến đấu) ngày 12 tháng 9 năm 1965, 9 người đã được giải cứu, 1 người chết
  - C-1A 146016 (Composite Squadron Five VC-5), mất trong hoạt động (không chiến đấu) 8 tháng 8 năm 1967, 5 người được giải cứu
  - Mất cuối cùng: C-1A 146054 (Carrier Air Wing 11, USS Kitty Hawk), mất trong hoạt động (không chiến đấu) 16 tháng 1 năm 1968, 7 người được giải cứu, 3 người thiệt mạng
- C-2 Greyhound—2 tổng cộng, 0 trong chiến đấu
  - Mất đầu tiên: C-2A 152796 (VRC-50, USS Constellation), vụ tai nạn Vịnh Bắc Bộ ngày 2 tháng 10 năm 1969, 26 người thiệt mạng
  - Mất cuối cùng: C-2A 152793 (VRC-50, USS Ranger), vụ tai nạn Vịnh Bắc Bộ ngày 15 tháng 12 năm 1970, 3 người của phi hành đoàn thiệt mạng
- E-1 Tracer—3 tổng cộng, 0 trong chiến đấu
  - Mất đầu tiên: E-1B 148918 (VAW-12, USS Independence), mất trong hoạt động (không chiến đấu) ngày 22 tháng 9 năm 1965, phi hành đoàn được giải cứu
  - Mất cuối cùng: E-1B 148132 (VAW-111, USS Oriskany), mất trong hoạt động (không chiến đấu) 8 tháng 10 năm 1967, 5 người thiệt mạng
- E-2 Hawkeye—2 tổng cộng, 0 trong chiến đấu
  - Mất đầu tiên: E-2A 151711 (VAW-116, USS Coral Sea), ngày 8 tháng 4 năm 1970, 5 người của phi hành đoàn đoàn thiệt mạng
  - Mất cuối cùng: E-2B 151719 (VAW-115, USS Midway), ngày 11 tháng 6 năm 1971, 5 phi công mất tích
- EKA-3 Skywarrior—2 mất, 0 trong chiến đấu
  - Mất đầu tiên: EKA-3B 142400 (VAQ-132, USS America), mất trong hoạt động (không chiến đấu) ngày 4 tháng 7 năm 1970, 3 người được giải cứu
  - Mất cuối cùng: EKA-3B 142634 (VAQ-130, USS Ranger), mất trong hoạt động (không chiến đấu) ngày 21 tháng 1 năm 1973, 3 người thiệt mạng
- EA-1 Skyraider—4 tổng cộng, 1 trong chiến đấu
  - Mất đầu tiên: EA-1E 139603 (VAW-111, USS Yorktown), mất trong hoạt động (không chiến đấu) 15 tháng 4 năm 1965, phi hành đoàn được giải cứu
  - Mất cuối cùng: EA-1F 132543 (VAW-13, USS Franklin D. Roosevelt), mất trong hoạt động (không chiến đấu) ngày 10 tháng 9 năm 1966, phi hành đoàn được giải cứu

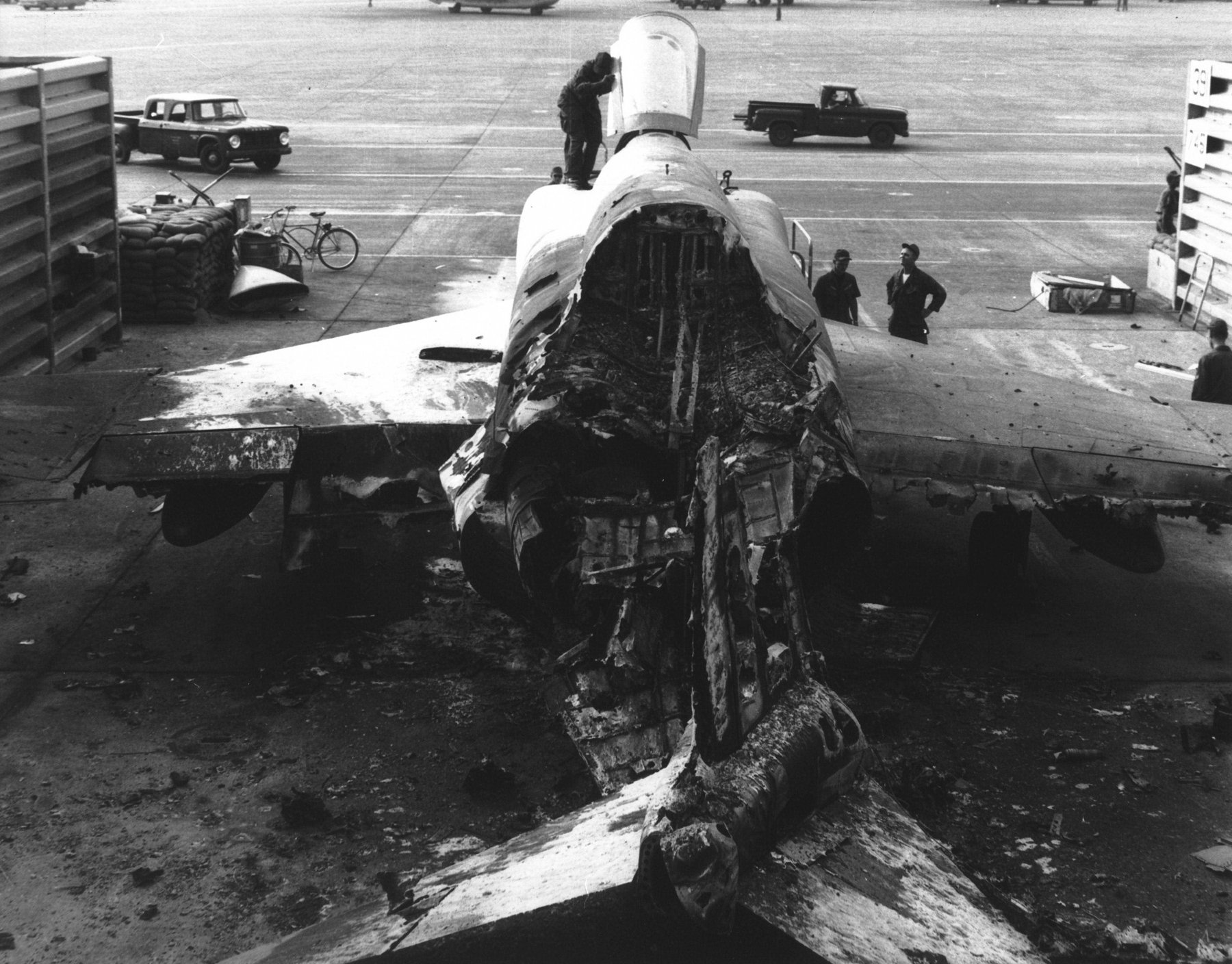
F-4 Phantom II của USAF bị phá hủy trong Sự kiện Tết Mậu Thân.

- F-4 Phantom—138 tổng cộng, 75 trong chiến đấu
  - Mất đầu tiên: F-4B 151412 (VA-142, USS Constellation), mất trong hoạt động (không chiến đấu) ngày 13 tháng 11 năm 1964, phi hành đoàn được giải cứu
  - Trận thua cuối cùng (cũng là trận thua chiến tranh cuối cùng của Hải quân Mỹ): F-4J 155768 (VF-143, USS Enterprise), do pháo phòng không, ở miền Nam Việt Nam 27 tháng 1 năm 1973, Chỉ huy H.H. Hall và Trung úy chỉ huy P.A. Keintzer bị bắt làm tù binh
  - Mất cuối cùng: F-4J 158361 (VF-21, USS Ranger), mất trong hoạt động (không chiến đấu) 29 tháng 1 năm 1973, phi hành đoàn thiệt mạng
- F-8 Crusader—118 tổng cộng, 57 trong chiến đấu
  - Mất đầu tiên: F-8D (VF-111, USS Kitty Hawk), do pháo phòng không, trên đất Lào ngày 7 tháng 6 năm 1964, Trung úy chỉ huy CD Lynn đã được giải cứu
  - Mất cuối cùng: (operational) F-8J 150887 (VF-191, USS Oriskany) 26 tháng 11 năm 1972, phi công đã được giải cứu
- KA-3 Skywarrior—2 mất, 0 trong chiến đấu
  - Mất đầu tiên: KA-3B 142658 (VAH-4, USS Oriskany), mất trong hoạt động (không chiến đấu) 28 tháng 7 năm 1967, 1 người của phi hành đoàn được cứu, 2 người chết
  - Mất cuối cùng: KA-3B 138943 (VAH-10, USS Coral Sea), mất trong hoạt động (không chiến đấu) 17 tháng 2 năm 1969, 3 người của phi hành đoàn thiệt mạng

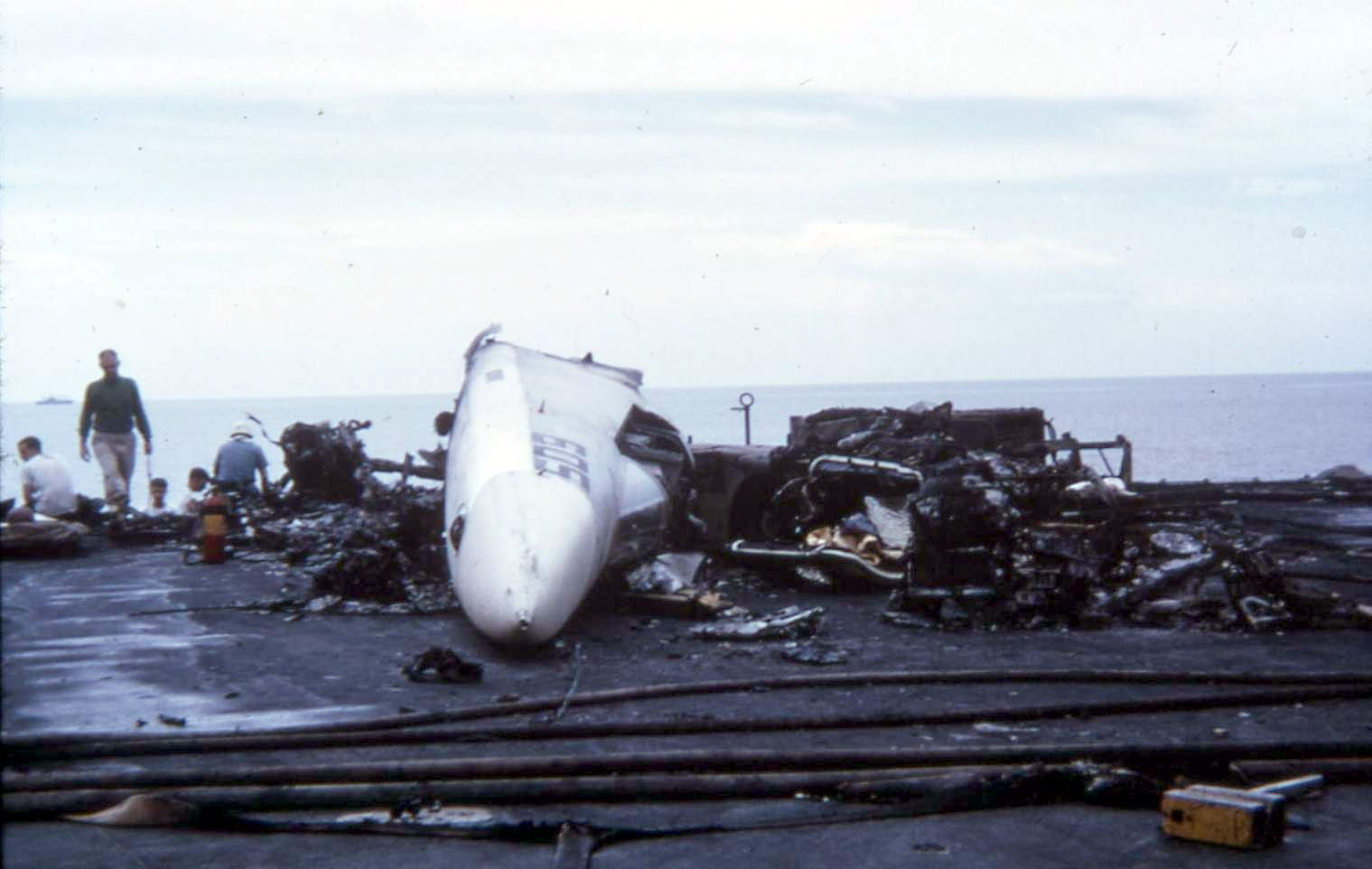
A-5 Vigilante bị phá hủy do hỏa lực USS Forrestal

- RA-5 Vigilante—27 tổng cộng, 18 trong chiến đấu
  - Mất đầu tiên: RA-5C 149306 (RVAH-5, USS Ranger), mất trong hoạt động (không chiến đấu) ngày 9 tháng 12 năm 1965, 2 người của phi hành đoàn thiệt mạng
  - Mất cuối cùng: RA-5C 156633 (RVAH-13, USS Enterprise), bởi MiG-21 ở Bắc Việt ngày 28 tháng 12 năm 1972, Trung úy chỉ huy A.H. Agnew bị bắt làm tù binh, Trung úy M.F. Haifley thiệt mạng trong chiến đấu
- RF-8 Crusader—29 tổng cộng, 19 trong chiến đấu
  - Mất đầu tiên: RF-8A (Det. C VFP-63, USS Kitty Hawk), 6 tháng 6 năm 1964, do pháo phòng không, tại Lào, Trung úy C. F. Klusmann bị bắt làm tù binh. Đây là phi công Mỹ đầu tiên bị bắt sống tại Đông Dương và cũng là phi công đầu tiên vượt ngục thành công trong thời gian bị giam tại Lào.
  - Mất cuối cùng: RF-8G 144608 (VFP-63, USS Oriskany), mất trong hoạt động (không chiến đấu) ngày 13 tháng 12 năm 1972, phi công được giải cứu
- S-2 Tracker—5 tổng cộng, 3 trong chiến đấu
  - Mất đầu tiên: S-2D 149252 (VS-35, USS Hornet), tổn thất chiến đấu không xác định ngày 21 tháng 1 năm 1966, 4 người của phi hành đoàn mất tích
  - S-2E 152351 (VS-21, USS Kearsarge), mất trong chiến đấu ngày 11 tháng 10 năm 1966, 4 người của phi hành đoàn thiệt mạng trong chiến đấu
  - US-2C 133365 (VC-5, NAS Atsugi, Nhật Bản), mất chiến đấu ngày 13 tháng 5 năm 1967, 2 người của phi hành đoàn thiệt mạng trong chiến đấu
  - US-2C 133371 (VC-5, USS Hornet), mất trong hoạt động (không chiến đấu) 27 tháng 9 năm 1967, phi hành đoàn đã được giải cứu
  - Mất cuối cùng: S-2E (VS-23, USS Yorktown), tổn thất chiến đấu không rõ ngày 17 tháng 3 năm 1968, 4 người của phi hành đoàn thiệt mạng trong chiến đấu

#### Máy bay cánh quay của Hải quân Mỹ
- SH-2/UH-2 Sea Sprite—12 mất, 0 trong chiến đấu
  - Mất đầu tiên: UH-2A 149751 (HC-1, USS Hancock), mất trong hoạt động (không chiến đấu) ngày 10 tháng 1 năm 1966, 4 người được giải cứu
  - Mất cuối cùng: UH-2C 149767 (HC-1, USS Bon Homme Richard), mất trong hoạt động (không chiến đấu) ngày 10 tháng 8 năm 1969, 4 người được giải cứu
- SH-3 Sea King—20 mất, 8 trong chiến đấu
  - Mất đầu tiên: SH-3A 148993 (HS-2, USS Hornet), do pháo phòng không, tại miền Bắc Việt Nam, ngày 13 tháng 11 năm 1965, 4 người được giải cứu
  - Mất cuối cùng: SH-3D 156494 (HS-7, USS Saratoga), mất trong hoạt động (không chiến đấu) ngày 31 tháng 12 năm 1972, phi hành đoàn đã giải cứu

#### Máy bay cánh cố định mặt đất của Hải quân Mỹ
- P-3B Orion - 2 mất
  - Mất đầu tiên: P3-B 153440 (VP-26, U-Tapao), do pháo phòng không, ở miền Nam Việt Nam, ngày 6 tháng 2 năm 1968, 12 người thiệt mạng trong chiến đấu
  - Mất cuối cùng: P3-B 153445 (VP-26, U-Tapao), do pháo phòng không, ở miền Nam Việt Nam, ngày 1 tháng 4 năm 1968, 12 người thiệt mạng trong chiến đấu[15]

### Thủy quân lục chiến Hoa Kỳ
Máy bay của Thủy quân lục chiến Hoa Kỳ (USMC) bị mất trong chiến đấu bao gồm 193 máy bay cánh cố định và 270 máy bay cánh quay.

#### Máy bay cánh cố định của Thủy quân lục chiến Hoa Kỳ
- A-4 Skyhawk—81 mất
- A-6 Intruder—25 mất
- C-117 Skytrain—2 mất
- EA-6A Intruder—2 mất
- EF-10 Skynight—5 mất
- F-4 Phantom—95 mất, 72 chiến đấu
- F-8 Crusader—21 mất
- KC-130 Hercules—4 mất
- O-1 Bird Dog—7 mất
- OV-10 Bronco—10 mất

- RF-4 Phantom—4 mất
- RF-8 Crusader—1 mất
- TA-4 Skyhawk—10 mất
- TF-9 Cougar—1 mất

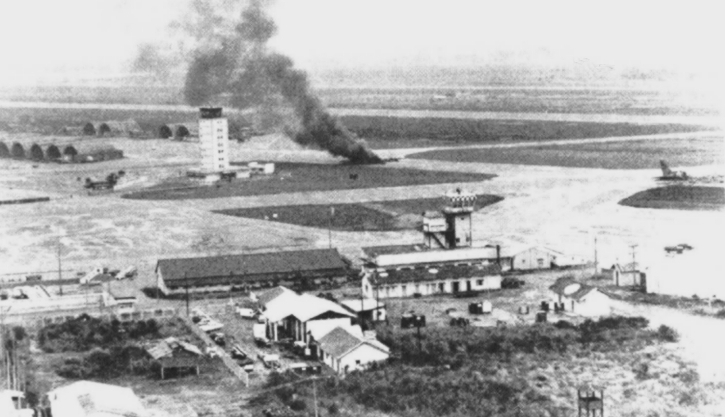
Một chiếc C-130 Hercules bị đốt cháy.

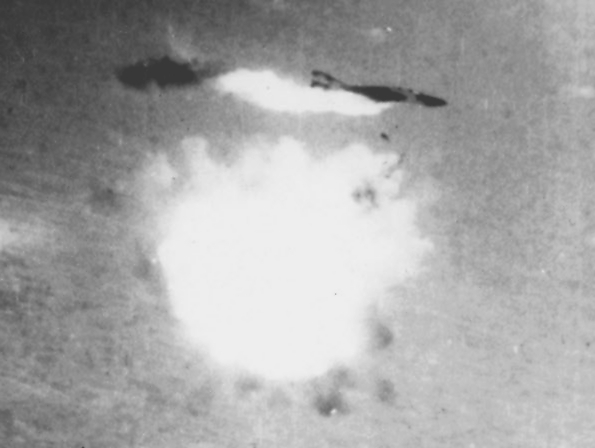
Chiếc RF-4 phát nổ sau khi bị SA-2 bắn trúng.

Nguồn cho tổn thất của F-4: Phantom with U.S. Marine Corps (Joe Baugher)

#### Máy bay cánh quay của Thủy quân lục chiến Hoa Kỳ

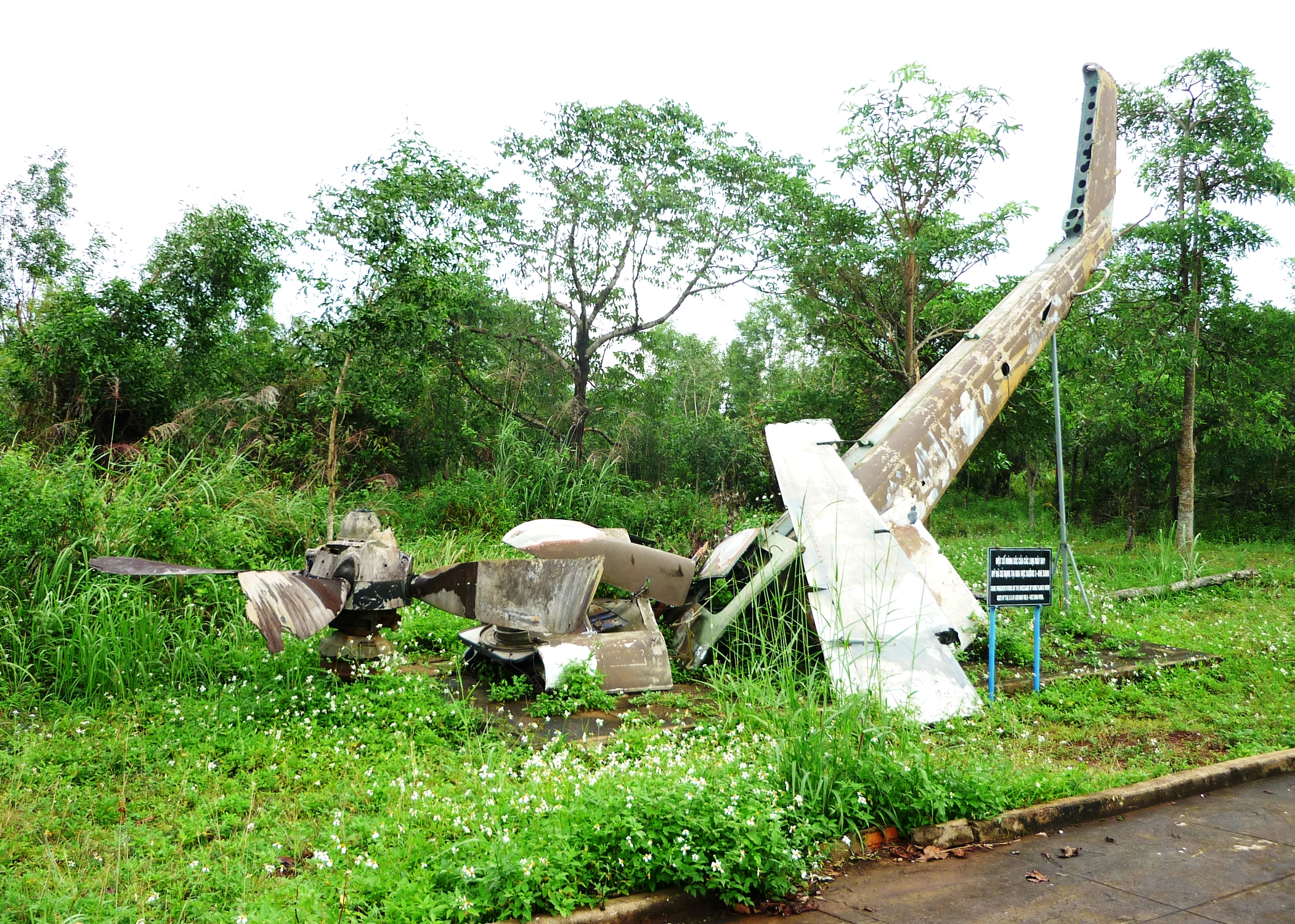
Xác 1 chiếc UH-1 Iroquois

- AH-1 Cobra—7 mất
- HUS-1—75 mất
- UH-1E Huey—69 mất
- CH-37 Mojave—1 mất
- CH-46D Sea Knight—109 mất
- CH-53 Sea Stallion—9 mất[16]

### Lục quân Mỹ

#### Máy bay cánh cố định của lục quân Mỹ
- OV-1A/B/C/D Mohawk—65 mất[17]
- O-1 Bird Dog—297 mất

Việc sản xuất tổng cộng 380 Mohawks kết thúc vào tháng 12 năm 1970. Khi Chiến tranh Việt Nam kết thúc vào năm 1973, tổn thất của Mohawk là: một chiếc bị bắn hạ bởi MiG, một chiếc bị phá hủy bởi súng cối, 27 chiếc bị cháy và 36 chiếc bị phá hủy trong các vụ tai nạn hoạt động.

#### Máy bay cánh quay của lục quân Mỹ
5.195+ (bao gồm ngoài các số liệu thống kê ở trên)

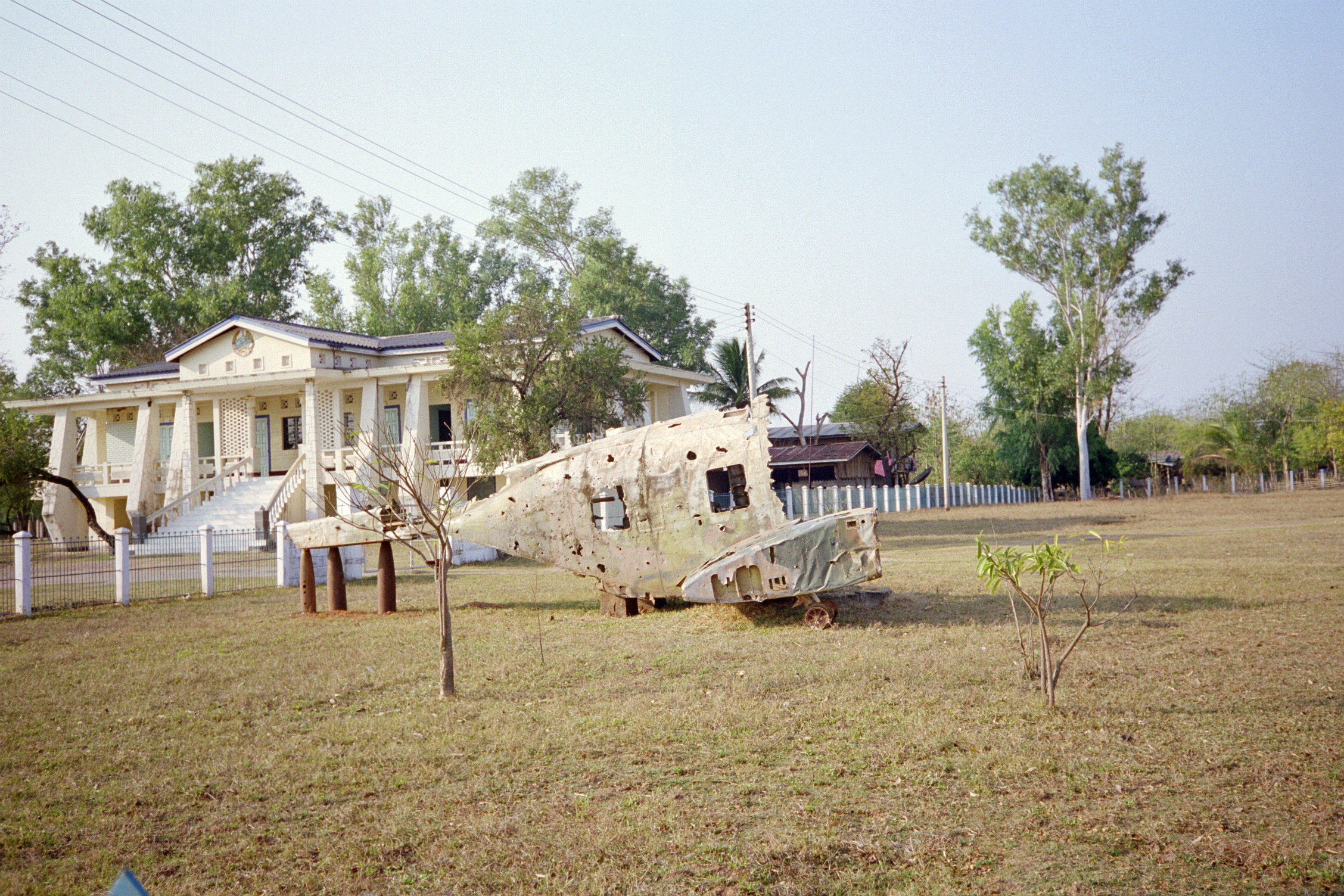
Xác một HH-3 Jolly Green Giant.

- Bell 205—1 mất (hãng hàng không Air America)

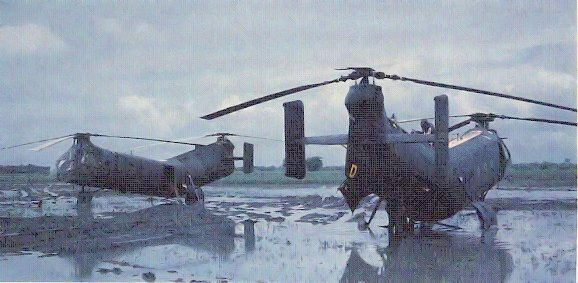
Hai chiếc CH-21 hạ cánh.

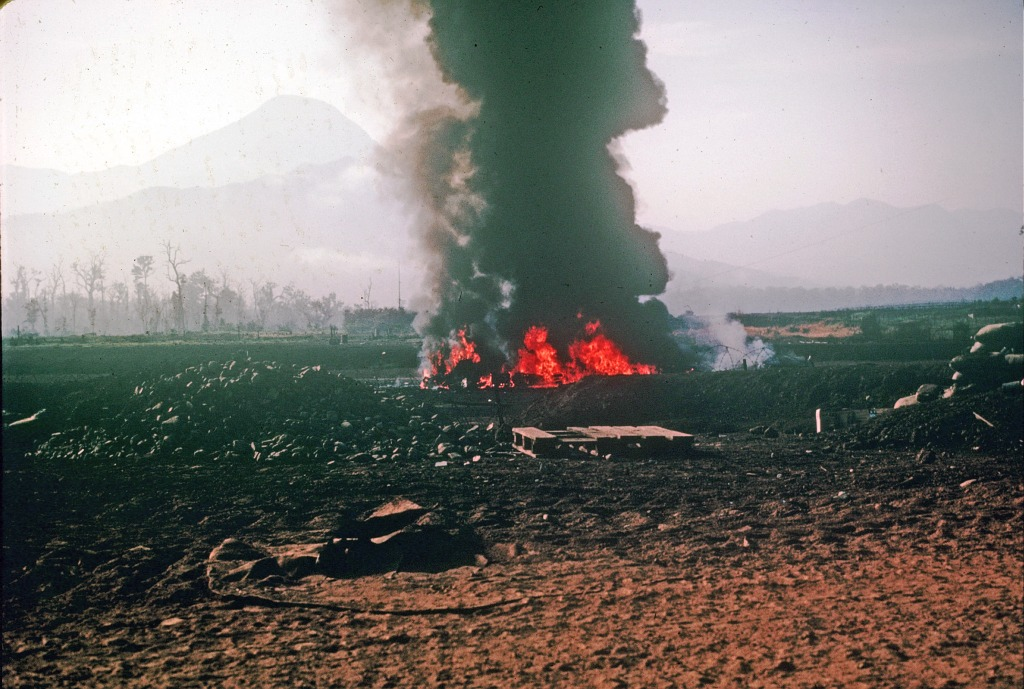
CH-47 Chinook bị rơi.

- AH-1G—270 mất
- BELL—1 mất

- CH-21C—14 mất
- CH-34—2 mất
- CH-37B—1 mất
- CH-37C—1 mất

- CH-47A—83 mất
- CH-47B—20 mất
- CH-47C—29 mất
- CH-54A—9 mất
- H-13D—3 mất
- H-37A—2 mất
- OH-13S—147 mất
- OH-23G—93 mất
- OH-58A—45 mất
- OH-6A—842 mất
- UH-1—60 mất
- UH-1A—1 mất
- UH-1B—357 mất
- UH-1C—365 mất
- UH-1D—886 mất
- UH-1E—90 mất
- UH-1F—18 mất
- UH-1H—1.313 mất
- UH-34D—176 mất

## Máy bay của Việt Nam cộng hòa
- A-1 Skyraider - 225 mất
- A-37A/B Dragonfly - 38 mất
- AC-47 - 9 mất
- C/AC-119G/K Stinger - 8 mất
- C-7A Caribou - 6 mất
- C/EC-47 Skytrain - 17 mất
- C-123K Provider - 11 mất
- C-130A Hercules — 2 mất

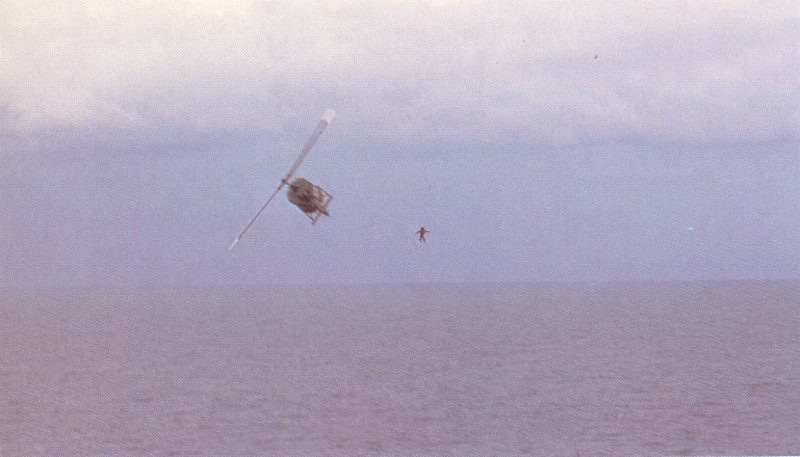
Một phi công Không lực Việt Nam cộng hòa nhảy xuống biển từ chiếc UH-1 của anh ta trong Chiến dịch Gió lốc

- F-5A/B/C/E Freedom Fighter/Tiger II - 18 mất
- U/H-1D/H Iroquois (trực thăng) - 332 mất
- C/UH-34C/D/G Choctaw (trực thăng) - 140 mất
- CH-47A Chinook (trực thăng) - 10 mất
- O-1 Bird Dog - 152 mất
- O-2A Skymaster - 2 mất
- T-41D Mescalero - 1 mất
- U-6A Beaver - 10 mất
- U-17A/B Skywagon - 39 mất[4]

Việt Nam dân chủ cộng hoà đã chiếm được 877 máy bay Việt Nam cộng hòa khi chiến tranh kết thúc.

## Không quân Hoàng gia Úc

### Máy bay cánh cố định
7 tổng cộng
- C-7 Caribou—3 tổng cộng, 1 trong chiến đấu; tất cả từ No. 35 Squadron RAAF
  - Caribou A4-193 đã bị phá hủy bởi hỏa lực của súng cối khi đang bay đi Thất Sơn (gần biên giới Campuchia) vào 29 tháng 3 năm 1970.[18]
- English Electric Canberra—2 tổng cộng, 2 trong chiến đấu; cả hai từ No. 2 Squadron RAAF
  - Mất đầu tiên: Canberra A84-231 mất vào ngày 3 tháng 11 năm 1970 trong một nhiệm vụ ném bom đêm ở khu vực Chiến thuật Quân đoàn 1 phía Bắc miền Nam Việt Nam sau khi thả bom gần Đà Nẵng. Sĩ quan phi công Robert Charles Carver (24 tuổi) và sĩ quan bay Michael Patrick John Herbert (24 tuổi), đều mất tích cho đến ngày 30 tháng 7 năm 2009 thì hài cốt của họ được tìm thấy.[19]
  - Mất cuối cùng: A84-228 rơi bởi tên lửa đất đối không SA-2 vào 14 tháng 3 năm 1971;  Chỉ huy bay FJL Downing và Trung úy AJ Pinches đều được giải cứu.[18]
- CAC Sabre—2 tổng cộng, 2 trong chiến đấu; cả hai từ No. 79 Squadron RAAF
  - Mất đầu tiên: CA-27 Sabre Mk 32 A94-984; ngày 24 tháng 9 năm 1964, bị rơi tại vị trí cách 28 hải lý về phía tây Căn cứ không quân Hoàng gia Thái Lan Ubon, Thái Lan sau sự cố động cơ; phi công, trung úy bay Ian McFarlane bị đẩy ra.
  - Mất cuối cùng: CA-27 Sabre Mk 32 A94-986; 3 tháng 1 năm 1968; bị rơi do trục trặc động cơ ba dặm về phía tây nam của Căn cứ không quân Hoàng gia Thái Lan Ubon; Sĩ quan phi công Michael McGrath đã thiệt mạng, một người Thái Lan bị thương trên mặt đất. Vụ tai nạn đầu tiên và duy nhất gây tử vong của máy bay RAAF ở Thái Lan.

### Máy bay cánh quay
- UH-1—6 tổng cộng, tất cả từ No. 9 Squadron RAAF[18]

## Máy bay Việt Nam Dân chủ Cộng hòa

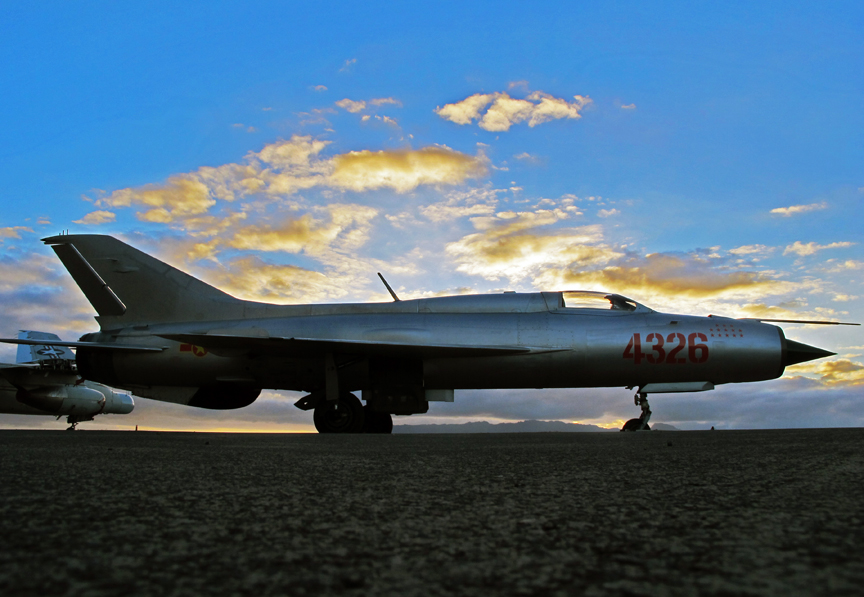
MiG-21 №4326, đã bắn rơi 13 máy bay trong chiến tranh

### Tổn thất máy bay cánh cố định
Theo tuyên bố của Không quân Nhân dân Việt Nam: 154 máy bay MiG bị mất do tất cả các nguyên nhân, bao gồm cả 131 trong không chiến (bao gồm 63 MiG-17, 8 MiG-19 và 60 MiG-21)

## Máy bay Cộng hòa Nhân dân Trung Hoa
- MiG-17 Fresco—1 được cho là bị bắn hạ[22]